# Solomon Linda
Solomon Popoli Linda, anche noto come Solomon Ntsele (Città del Capo, 8 dicembre 1909 – Johannesburg, 8 ottobre 1962), è stato un musicista, compositore e cantautore sudafricano, di etnia zulu.
È noto per aver composto, ispirato da melodie tradizionali, e portato al successo la versione originale della canzone The Lion Sleeps Tonight.

## Biografia
Solomon Popoli è nato in un piccolo villaggio zulu della regione del KwaZulu-Natal. Nel 1931 si è trasferito a Johannesburg e ha anche lavorato per la Gallo Record Company.
Nel 1939 Linda, che era analfabeta, ha scritto la canzone Mbube (trad. Leone) con il gruppo Evening Birds, ispirandosi ai rumori della savana e ai canti dei cacciatori. Il brano ha riscosso notevole successo in Sudafrica.
La stessa canzone, negli anni '50, è sbarcata negli Stati Uniti ed è diventata The Lion Sleeps Tonight, uno dei motivi pop più celebri della storia della musica. Solomon aveva ceduto per l'equivalente di circa un euro i diritti della canzone.
Il brano The Lion Sleeps Tonight è stato registrato da Peter Seeger (col titolo Wimoweh), The Tokens e poi da altri artisti contemporanei come i R.E.M., fino a finire nella colonna sonora de Il re leone (1994).
Solomon Linda morì in povertà nel 1962. Soltanto nel 2001 è stato riconosciuto come unico autore originale di Mbube. Nel luglio 2004 la canzone è stata oggetto di un contenzioso tra la famiglia di Solomon Linda e la Disney, accusata di aver guadagnato circa 1,6 milioni di dollari per l'uso della canzone nel film Il re leone, nel 1994. La Disney ha dapprima sostenuto di aver pagato i diritti e poi ha invece risarcito economicamente gli eredi di Linda.